# رایان فینیگان
رایان فینیگان (انگلیسی: Ryan Finnigan؛ زادهٔ ۲۳ سپتامبر ۲۰۰۳) بازیکن فوتبال است.